# نیبور، کمون دانمارک
نیبور (به دانمارکی: Nyborg Municipality) یک منطقهٔ مسکونی در دانمارک است که در استان سوددانمارک واقع شده‌است. شهرداری نیبور ۲۷۸ کیلومتر مربع مساحت و ۳۲٬۰۰۹ نفر جمعیت دارد.